# Gourmet (tidning)
Gourmet är en tidskrift som handlar om mat och dryck. Tidningen grundades 1980. Gourmet ges ut av tidningsförlaget FWT Publishing AB och ingår i sfären runt Plaza Publishing Group AB. Många kända skribenter har genom åren varit knutna till Gourmet, såsom Lars Peder Hedberg, Oz Clarke och Jan Samuelson.
Mellan år 1991 och år 2004, då satsningen efterträddes av White Guide, sammanställde man årligen restaurangguiden 199 bord över de bästa restaurangerna i Sverige. Guiden gavs ut som bilaga till tidningen.